# Zasada proporcjonalności

## Prawo krajowe

### Prawo  wyborcze
Zasada, w myśl której wyrażane w wyborach przez społeczność preferencje, mają być proporcjonalnie odzwierciedlone w organie, do którego wyłaniana jest reprezentacja. Reprezentacja ta może być wybierana w społecznych strukturach rozproszonej władzy równoległej, w sposób zindywidualizowany (w procedurze Brytyjskiej Reprezentacji Proporcjonalnej oraz w jednomandatowej metodzie proporcjonalnego głosu alternatywnego) lub w strukturach wysoce hierarchicznych (w wysokim stopniu zależnych od liderów partyjnych) w sposób kolektywny (w wielomandatowym systemie zamkniętych list partyjnych).
Na przykład w polskim Sejmie, rozdział mandatów przypadających partiom politycznym ma możliwie proporcjonalnie reprezentować wszystkie preferencje obywatelskie, które wyrażone zostały w postaci oddanych ważnych głosów wyborczych. Zasada ta została nieco ograniczona wprowadzonym w 1993 r. progiem wyborczym.
Zasada proporcjonalności odnosi się do proporcjonalnego odzwierciedlenia preferencji wszystkich wyborców na drodze wyłaniania reprezentacji, a zatem na poziomie reprezentacji w organie, do którego odbywają się wybory, lub na poziomie proporcjonalnego odzwierciedlania preferencji w procesie wyłaniania reprezentanta (podczas procedury wyborczej na poziomie okręgów).  Realizowana jest więc poprzez system list partyjnych, ordynację pojedynczego głosu przechodniego (tzw. Brytyjską Reprezentację Proporcjonalną) lub system proporcjonalnego głosu alternatywnego.
Porównując system większościowy 'dwóch/trzech/czterech pierwszych na mecie' z systemem Brytyjskiej Reprezentacji Proporcjonalnej łatwo zauważyć, że jedyną różnicą między metodami wyborczymi, która decyduje o tym, czy procedurę wyborczą należy uznać za proporcjonalną lub większościową, jest występowanie lub też brak głosowania za pomocą skali rangowej z metodą redukcji najmniej istotnych obserwacji (najmniej pożądanych kandydatów). A zatem występowanie lub brak zastosowania "głosu przechodniego", który może występować zarówno w odmianie wielomandatowej (np. BRP) jak i w jednomandatowym wariancie (np. proporcjonalnym głosie alternatywnym), pozwala rozpoznać, czy w typologii ordynacji wyborczych daną ordynację należy umieścić w kategorii ordynacji większościowych czy też proporcjonalnych. Wyjątkiem, o którym należy pamiętać, jest głosowanie na zamknięte listy partyjne z formułą D'Hondta lub Sainte-Laguë'a, gdzie proporcjonalność wyniku wyborów wobec preferencji wyborców uzyskiwana jest poprzez przydział mandatów parlamentarnych w proporcji do głosów oddanych na daną partię, a nie poprzez bezpośrednio proporcjonalny do preferencji przydział głosów. System zamkniętych list partyjnych jest kolektywną wielomandatową ordynacją proporcjonalną. Indywidualistyczne ordynacje proporcjonalne i większościowe (takie jak Brytyjska Reprezentacja Proporcjonalna, jednomandatowe 'pierwszy na mecie' lub alternatywnego głosu proporcjonalnego, bądź wielomandatowe 'dwóch/trzech/czterech na podium') wydają się lepiej odzwierciedlać ducha demokracji, w której istotną rolę odgrywają prawa jednostki.

### Prawo administracyjne
Zasada proporcjonalności nakazuje organom państwowym użycie jedynie takich środków, które są niezbędne dla osiągnięcia konkretnego celu. Oznacza to, że organy państwowe mają osiągać cel, który służy społeczeństwu, jak najmniejszym jego oraz poszczególnych jednostek kosztem.

### Prawo konstytucyjne
Zasada proporcjonalności działa analogicznie jak w prawie administracyjnym, z tą różnicą, że podlegają jej działania ustawodawcy. Ustawy muszą realizować swój cel, nie ograniczając nadmiernie konstytucyjnych praw podmiotowych.

### Prawo karne
Surowość kary wymierzonej przez organ sądowniczy nie może być nieproporcjonalna do przewinienia, którego kara dotyczy.

## Prawo Unii Europejskiej
Zasada proporcjonalności, jest to zasada występująca w prawie Unii Europejskiej, która mówi, że:
- instytucje wspólnotowe mogą podejmować tylko takie działania, które są konieczne do osiągnięcia celów zawartych w Traktacie,
- środki zastosowane do realizacji danego celu muszą być proporcjonalne do jego istoty,
- środki te muszą być:
  - odpowiednie (to znaczy takie, przy pomocy których ten cel da się w ogóle osiągnąć, właściwe dla danego celu)
  - niezbędne (to znaczy takie, których nie sposób osiągnąć lepiej za pomocą innego środka, najwłaściwsze do osiągnięcia zamierzonego celu)
  - proporcjonalne sensu stricto (takie które w najmniejszym stopniu ograniczają realizacje innych interesów podmiotów i ich prawa, należy zważyć i zbilansować ostateczne "zyski" i "straty" ).

Praktycznym przejawem przestrzegania tej zasady przez instytucje wspólnotowe jest zobowiązanie ich do podawania informacji (w uzasadnieniach do proponowanych aktów prawnych) na temat spełniania wymogów wynikających z zasady proporcjonalności.

## Literatura
- A. Stępkowski, Zasada proporcjonalności w europejskiej kulturze prawnej. Sądowa kontrola władzy dyskrecjonalnej w nowoczesnej Europie, Warszawa:Liber 2010.